# Maria Verschoor
Maria Verschoor (Dordrecht, 22 april 1994) is een Nederlands hockeyster.
Verschoor begon met hockeyen bij HC Hoeksche Waard en ging van daaruit naar HC Rotterdam waar ze speelde in de eerste jeugdteams en uiteindelijk ook het eerste damesteam bereikte dat in de Hoofdklasse uitkwam. Na de degradatie van Rotterdam in 2012 verkaste ze naar Amsterdam H&BC. In haar eerste seizoen bij de hoofdstedelingen werd ze meteen landskampioen.
De aanvalster doorliep de verschillende nationale jeugdselecties en debuteerde op 4 februari 2013 in een wedstrijd tegen Australië (2-2 gelijk) voor de Nederlandse hockeyploeg. Ze maakte ook deel uit van de selectie die deelnam aan de halve finales van de Hockey World League in Rotterdam.
Tijdens de Olympische Zomerspelen van 2016 reikte Verschoor met het Nederlands hockeyteam tot de finale. Groot-Brittannië was hierin de tegenstander. Nadat de wedstrijd op 3-3 was blijven steken in de reguliere speeltijd bleek Groot-Brittannië een maatje te groot in de shoot-out-serie (0-2).

## Onderscheidingen
- 2013 – FIH Junior Player of the World

Club
- Europacup I 2019
- Euro Hockey League 2021
- Euro Hockey League 2022

Nationale team
- Hockey world League 2013 te Tucamon (Argentinië)
- EK hockey 2015 te Londen (Verenigd Koninkrijk)
- Champions Trophy 2016 te Londen (Verenigd Koninkrijk)
- Olympische Zomerspelen 2016 te Rio de Janeiro (Brazilië)
- EK hockey 2017 te Amstelveen (Nederland)
- Hockey World League 2017 te Auckland (Nieuw-Zeeland)
- Champions Trophy 2018 te Changzhou (China)
- Hockey Pro League 2019 te Amstelveen (Nederland)
- EK hockey 2019 te Antwerpen (België)
- Europees kampioenschap 2021 in Amstelveen (Nederland)
- Olympische Spelen 2020 in Tokio
- Hockey Pro League 2021/2022
- Wereldkampioenschap 2022 in Amstelveen en Terrassa
- Europees Kampioenschap 2023 in Mönchengladbach
- Olympische spelen 2024 in Parijs

Naomi van As · 
Willemijn Bos · 
Carlien Dirkse van den Heuvel · 
Margot van Geffen · 
Eva de Goede · 
Ellen Hoog · 
Kelly Jonker · 
Marloes Keetels · 
Laurien Leurink · 
Caia van Maasakker · 
Kitty van Male · 
Maartje Paumen · 
Joyce Sombroek · 
Maria Verschoor · 
Xan de Waard · 
Lidewij Welten ·
Coach: Alyson Annan
Felice Albers · 
Margot van Geffen ·  
Eva de Goede · 
Marloes Keetels · 
Josine Koning · 
Sanne Koolen · 
Laurien Leurink · 
Caia van Maasakker · 
Frédérique Matla ·  
Laura Nunnink · 
Malou Pheninckx · 
Pien Sanders ·  
Lauren Stam · 
Maria Verschoor · 
Xan de Waard · 
Lidewij Welten · 
Coach: Alyson Annan
Felice Albers ·  
Joosje Burg  ·  
Pien Dicke ·  
Luna Fokke ·  
Yibbi Jansen ·  
Marleen Jochems ·  
Sanne Koolen ·  
Renée van Laarhoven ·  
Frédérique Matla ·  
Freeke Moes ·  
Laura Nunnink ·  
Lisa Post ·  
Pien Sanders ·  
Marijn Veen ·  
Anne Veenendaal (K) ·  
Maria Verschoor ·  
Xan de Waard  ·  
Coach: Paul van Ass